# Veazivok, Pavlohrad
Veazivok (în ucraineană В`язівок) este localitatea de reședință a comunei Veazivok din raionul Pavlohrad, regiunea Dnipropetrovsk, Ucraina.

## Demografie
Componența lingvistică a localității Veazivok
     Ucraineană (94,22%)
     Rusă (5,37%)
     Alte limbi (0,2%)
Conform recensământului din 2001, majoritatea populației localității Veazivok era vorbitoare de ucraineană (94,22%), existând în minoritate și vorbitori de rusă (5,37%).